# Fourneaux-le-Val
Fourneaux-le-Val és un municipi francès situat al departament de Calvados i a la regió de Normandia. L'any 2007 tenia 181 habitants.

## Demografia

### Població
El 2007 la població de fet de Fourneaux-le-Val era de 181 persones. Hi havia 60 famílies de les quals 8 eren unipersonals (8 dones vivint soles i 8 dones vivint soles), 20 parelles sense fills, 28 parelles amb fills i 4 famílies monoparentals amb fills.
La població ha evolucionat segons el següent gràfic:
Habitants censats

### Habitatges
El 2007 hi havia 70 habitatges, 64 eren l'habitatge principal de la família, 5 eren segones residències i 1 estava desocupat. 69 eren cases i 1 era un apartament. Dels 64 habitatges principals, 57 estaven ocupats pels seus propietaris i 7 estaven llogats i ocupats pels llogaters; 3 tenien dues cambres, 7 en tenien tres, 9 en tenien quatre i 45 en tenien cinc o més. 44 habitatges disposaven pel capbaix d'una plaça de pàrquing. A 22 habitatges hi havia un automòbil i a 38 n'hi havia dos o més.

### Piràmide de població
La piràmide de població per edats i sexe el 2009 era:
| Homes | Edats   | Dones |
| ----- | ------- | ----- |
| 0     | 95 o +  | 0     |
| 0     | 90 a 94 | 0     |
| 0     | 85 a 89 | 0     |
| 0     | 80 a 84 | 0     |
| 4     | 75 a 79 | 0     |
| 4     | 70 a 74 | 0     |
| 0     | 65 a 69 | 0     |
| 4     | 60 a 64 | 0     |
| 4     | 55 a 59 | 8     |
| 12    | 50 a 54 | 4     |
| 8     | 45 a 49 | 12    |
| 0     | 40 a 44 | 8     |
| 4     | 35 a 39 | 0     |
| 16    | 30 a 34 | 12    |
| 12    | 25 a 29 | 0     |
| 12    | 20 a 24 | 0     |
| 0     | 15 a 19 | 12    |
| 4     | 10 a 14 | 0     |
| 4     | 5 a 9   | 4     |
| 4     | 0 a 4   | 4     |

## Economia
El 2007 la població en edat de treballar era de 130 persones, 99 eren actives i 31 eren inactives. De les 99 persones actives 86 estaven ocupades (47 homes i 39 dones) i 13 estaven aturades (3 homes i 10 dones). De les 31 persones inactives 17 estaven jubilades, 8 estaven estudiant i 6 estaven classificades com a «altres inactius».

### Ingressos
El 2009 a Fourneaux-le-Val hi havia 61 unitats fiscals que integraven 175 persones, la mediana anual d'ingressos fiscals per persona era de 17.850 €.

### Activitats econòmiques
L'únic establiment que hi havia el 2007 era d'una empresa alimentària.
L'any 2000 a Fourneaux-le-Val hi havia 13 explotacions agrícoles que ocupaven un total de 584 hectàrees.

## Equipaments sanitaris i escolars
El 2009 hi havia una escola maternal integrada dins d'un grup escolar amb les comunes properes formant una escola dispersa.

## Poblacions més properes
El següent diagrama mostra les poblacions més properes.